# Exocentrus basiruficornis
Exocentrus basiruficornis là một loài bọ cánh cứng trong họ Cerambycidae.